# Halticus
Halticus (лат.) — род полужесткокрылых из семейства слепняков (Miridae) подсемейства Orthotylinae.

## Описание
Мелкие блестяще чёрные клопы. Иногда голова усики и ноги могут быть бледно-желтые, оранжевые, красные или коричневые. Первый членик нижней губы короче высоты щёк. Темя с поперечной бороздкой. Усики отходят около нижнего края глаз. Переднеспинка трапециевидная или почти прямоугольная. Наружный край надкрыльев слабо изогнут. Задние бёдра сильно вздутые.

## Экология
Фитофаги, питаются в том числе растениями из семейства бобовые и мареновые. Вид Halticus beganus обнаружен на гнилом дубе.

## Классификация
В мировой фауне 16 видов. Некоторые виды, ранее относимые к этому роду, были перенесены в Ectmetopterus и Microtechnites.
- Halticus apterus (Linnaeus, 1758)
- Halticus asperulus Horváth, 1898
- Halticus beganus Linnavuori, 1984
- Halticus darbandikhaus Linnavuori, 1984
- Halticus henschii Reuter, 1888
- Halticus insularis Usinger, 1946
- Halticus intermedius Uhler, 1904
- Halticus luteicollis (Panzer, 1804)
- Halticus macrocephalus Fieber, 1858
- Halticus major Wagner, 1951
- Halticus obscurior Kerzhner & Muminov, 1974
- Halticus puncticollis Fieber, 1870
- Halticus pusillus (Herrich-Schäeffer, 1835)
- Halticus rugosus Reuter, 1894
- Halticus saltator (Geoffroy, 1785)
- Halticus tibialis Reuter, 1891

## Распространение
Большинство видов встречается в Палеарктике. Вид Halticus tibialis обитает от Африки до Юго-Восточной Азии и островов юго-западной части Тихого океана, а Halticus intermedius — в США.